# باشگاه فوتبال فکنهام تاون

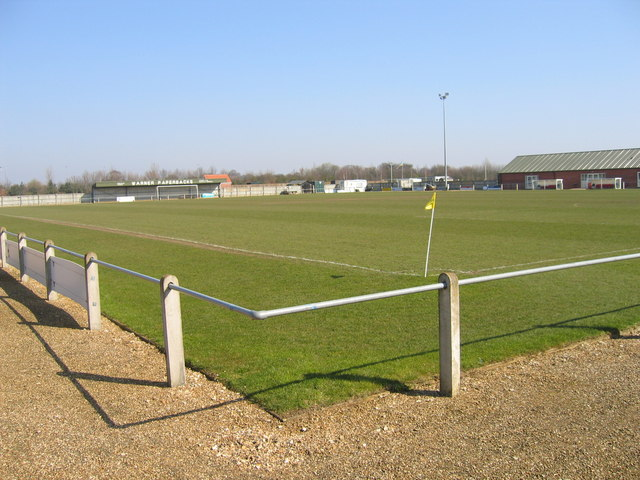
نمایی از زمین باشگاه فوتبال فکنهام تاون

باشگاه فوتبال فکنهام تاون (به انگلیسی: Fakenham Town Football Club) یک باشگاه فوتبال در شهر فکنهام، کشور انگلستان است که در سال ۱۸۸۴ میلادی تأسیس شده‌است.